# Isla Lété
La isla de Lété (del francés: ’île de Lété) es una isla fluvial del río Níger de aproximadamente 16 kilómetros de largo y 4 kilómetros de ancho, con una superficie de 40 kilómetros cuadrados situada a unos 40 kilómetros de la ciudad de Gaya, en Níger. Junto con otras pequeñas islas en el río Níger, fue el principal motivo de una disputa territorial entre los países de Níger y Benín, que comenzó cuando las dos entidades estaban todavía bajo el dominio colonial francés. La isla, así como los terrenos inundables alrededor de ella, son valiosos para los pastores seminómadas puel, principalmente en la estación seca.
Níger y Benín casi fueron a la guerra por sus fronteras en 1963, pero finalmente optaron por resolver el conflicto por medios pacíficos. En la década de 1990, una comisión de delimitación conjunta encargada de resolver el problema, no pudo llegar a un acuerdo. En 2001 las dos partes decidieron que la Corte Internacional de Justicia decidiera definitivamente al respecto. El Tribunal falló a favor de Níger en 2005 bajo el principio uti possidetis juris.